# Brassicodae
Brassicodae, nadtribus krstašica opisan u Biol. Zhurn. Armenii 43: 602. 1990.
Sastoji se od 15 tribusa.

## Podjela
1. Supertribus Brassicodae V.E. Avet.
  1. Tribus Aphragmeae German & Al-Shehbaz
    1. Aphragmus Andrz. ex DC. (11 spp.)

  2. Tribus Brassiceae DC.
    1. Subtribus Vellinae
      1. Rytidocarpus Coss. (1 sp.)
      2. Carrichtera DC. (1 sp.)
      3. Vella L. (8 spp.)
      4. Succowia Medik. (1 sp.)
      5. Quezeliantha H. Scholz (1 sp.)
      6. Psychine Desf. (1 sp.)

    2. Subtribus Zillinae
      1. Schouwia DC. (1 sp.)
      2. Foleyola Maire (1 sp.)
      3. Zilla Forssk. (1 sp.)
      4. Physorhynchus Hook. (2 spp.)
      5. Fortuynia Shuttlew. ex Boiss. (2 spp.)

    3. Subtribus Henophyton clade
      1. Pseuderucaria (Boiss.) O. E. Schulz (2 spp.)
      2. Henophyton Coss. & Durieu (2 spp.)
      3. Ammosperma Hook. fil. (2 spp.)

    4. Subtribus Crambe clade
      1. Crambe L. (35 spp.)
      2. Crambella Maire (1 sp.)
      3. Muricaria Desv. (1 sp.)

    5. Subtribus Cakilinae
      1. Didesmus Desv. (2 spp.)
      2. Cakile Mill. (8 spp.)
      3. Eremophyton Bég. (1 sp.)
      4. Erucaria Gaertn. (8 spp.)

    6. Subtribus Nigra clade
      1. Coincya Porta & Rigo ex Rouy (8 spp.)
      2. Guiraoa Coss. (1 sp.)
      3. Sinapis L. (2 spp.)
      4. Rhamphospermum Andrz. ex Besser (4 spp.)
      5. Kremeriella Maire (1 sp.)
      6. Otocarpus Durieu (1 sp.)
      7. Erucastrum (DC.) J. Presl (25 spp.)
      8. Hirschfeldia Moench (1 sp.)
      9. Cordylocarpus Desf. (1 sp.)
      10. Ceratocnemum Coss. & Balansa (3 spp.)
      11. Sinapidendron Lowe (5 spp.)
      12. Rapistrum Crantz (2 spp.)
      13. Raffenaldia Godr. (2 spp.)
      14. Hemicrambe Webb (3 spp.)

    7. Subtribus Savignyinae
      1. Savignya DC. (1 sp.)
      2. Fezia Pit. ex Batt. (1 sp.)

    8. Subtribus Brassicinae
      1. Guenthera Andrz. ex Besser (10 spp.)
      2. Moricandia DC. (8 spp.)
      3. Douepia Cambess. (2 spp.)
      4. Diplotaxis DC. (35 spp.)
      5. Eruca Hill (2 spp.)
      6. Brassica L. (31 spp.)
      7. Nasturtiopsis Boiss. (3 spp.)
      8. Enarthrocarpus Labill. (5 spp.)
      9. Morisia J. Gay (1 sp.)
      10. Zahora Lemmel & M. Koch (1 sp.)
      11. Raphanus L. (4 spp.)
      12. Quidproquo Greuter & Burdet (1 sp.)

  3. Tribus Bivonaeeae M. Koch & Warwick
    1. Bivonaea DC. (1 sp.)

  4. Tribus Calepineae Horan.
    1. Leiocarpaea (C. A. Mey.) D. A. German & Al-Shehbaz (1 sp.)
    2. Goldbachia DC. (5 spp.)
    3. Calepina Adans. (1 sp.)

  5. Tribus Coluteocarpeae V. I. Dorof.
    1. Neurotropis (DC.) F. K. Mey. (2 spp.)
    2. Microthlaspi F. K. Mey. (4 spp.)
    3. Ihshanalshebazia T. Ali & Thines (1 sp.)
    4. Noccaea Moench (125 spp.)
    5. Friedrichkarlmeyeria T. Ali & Thines (1 sp.)

  6. Tribus Conringieae German & Al-Shehbaz
    1. Conringia Heist. ex Fabr. (5 spp.)
    2. Iljinskaea Al-Shehbaz, Özüdogru & D. A. German (1 sp.)
    3. Zuvanda (F. Dvorák) Askerova (3 spp.)

  7. Tribus Eutremeae Al-Shehbaz
    1. Eutrema R. Br. (45 spp.)

  8. Tribus Fourraeeae Al-Shehbaz, M. Koch, R. Karl & D. A. German
    1. Fourraea Greuter & Burdet (1 sp.)

  9. Tribus Isatideae DC.
    1. Myagrum L. (1 sp.)
    2. Isatis L. (94 spp.)
    3. Horwoodia Turrill (1 sp.)
    4. Chartoloma Bunge (1 sp.)
    5. Glastaria Boiss. (1 sp.)
    6. Schimpera Hochst. & Steud. (1 sp.)

  10. Tribus Kernereae Warwick et al.
    1. Kernera Medik. (2 spp.)
    2. Rhizobotrya Tausch (1 sp.)

  11. Tribus Plagiolobeae Khosravi & Eslami-Farouji
    1. Plagioloba Rchb. (3 spp.)

  12. Tribus Schrenkielleae Al-Shehbaz et al., trib. nov.
    1. Schrenkiella D. A. German & Al-Shehbaz (1 sp.)

  13. Tribus Sisymbrieae DC.
    1. Sisymbrium L. (42 spp.)

  14. Tribus Thelypodieae Prantl
    1. Sarcodraba Gilg & Muschl. (4 spp.)
    2. Thelypodiopsis Rydb. (9 spp.)
    3. Stanleya Nutt. (7 spp.)
    4. Dictyophragmus O. E. Schulz (3 spp.)
    5. Pringlea T. Anderson ex Hook. fil. (1 sp.)
    6. Phlebolobium O. E. Schulz (1 sp.)
    7. Mostacillastrum O. E. Schulz (29 spp.)
    8. Chilocardamum O. E. Schulz (4 spp.)
    9. Sibara Greene (13 spp.)
    10. Neuontobotrys O. E. Schulz (16 spp.)
    11. Polypsecadium O. E. Schulz (15 spp.)
    12. Thelypodium Endl. (16 spp.)
    13. Dryopetalon A. Gray (10 spp.)
    14. Hesperidanthus (B. L. Rob.) Rydb. (5 spp.)
    15. Thysanocarpus Hook. (5 spp.)
    16. Chlorocrambe Rydb. (1 sp.)
    17. Streptanthus Nutt. (57 spp.)
    18. Warea Nutt. (4 spp.)
    19. Romanschulzia O. E. Schulz (14 spp.)
    20. Chaunanthus O. E. Schulz (5 spp.)
    21. Englerocharis Muschl. (6 spp.)
    22. Stenodraba O. E. Schulz (6 spp.)
    23. Weberbauera Gilg & Muschl. (19 spp.)
    24. Zuloagocardamum Salariato & Al-Shehbaz (1 sp.)
    25. Hollermayera O. E. Schulz (1 sp.)
    26. Raphanorhyncha Rollins (1 sp.)
    27. Lexarzanthe Diego & Calderón (1 sp.)
    28. Ivania O. E. Schulz (2 spp.)
    29. Phravenia Al-Shehbaz & Warwick (1 sp.)
    30. Streptanthella Rydb. (1 sp.)
    31. Terraria T. J. Hildebr. & Al-Shehbaz (1 sp.)
    32. Parodiodoxa O. E. Schulz (1 sp.)

  15. Tribus Thlaspideae DC.
    1. Peltaria Jacq. (3 spp.)
    2. Mummenhoffia Esmailbegi & Al-Shehbaz (2 spp.)
    3. Thlaspi L. (5 spp.)
    4. Graellsia Boiss. (10 spp.)
    5. Pachyphragma (DC.) Rchb. (1 sp.)
    6. Pseudovesicaria (Boiss.) Rupr. (1 sp.)
    7. Parlatoria Boiss. (2 spp.)
    8. Lysakia Esmailbegi & Al-Shehbaz (1 sp.)
    9. Sobolewskia M. Bieb. (4 spp.)
    10. Alliaria Heist. ex Fabr. (2 spp.)
    11. Pseudocamelina (Boiss.) N. Busch (8 spp.)
    12. Didymophysa Boiss. (3 spp.)
    13. Peltariopsis (Boiss.) N. Busch (2 spp.)